# São Joaquim do Pacuí
São Joaquim do Pacuí é um distrito do município brasileiro de Macapá, capital do estado do Amapá. Segundo o censo demográfico de 2022, realizado pelo Instituto Brasileiro de Geografia e Estatística (IBGE), sua população era de 5 725 habitantes e havia 1 423 domicílios particulares permanentes ocupados. Foi criado pela lei municipal nº 153 de 31 de agosto de 1981.
De acordo com o IBGE, em 2010 a população era de 4 507 habitantes e havia 1 110 domicílios particulares.

## Cultura e lazer
O distrito possui um balneário com infraestrutura para turistas e áreas verdes, trilhas e corpos d'água utilizados para visitação e prática de Stand Up Paddle. Além disso, São Joaquim do Pacuí recebe todos os anos o Festival do Inajá, que leva o nome de uma palmeira nativa dessa região, o inajá. No ano de 2022, o festival chegou na sua 29° edição, sempre com uma vasta programação e com um grande público.